# Napoleón abdicando en Fontainebleau
Napoleón abdicando en Fontainebleau es una pintura al óleo hecha por Paul Delaroche en el año 1846. Actualmente, se encuentra en la colección permanente de la Royal Collection de Londres.
La obra pertenece a la corriente del Romanticismo, ya que la obra fue pintada durante el apogeo del mismo. 

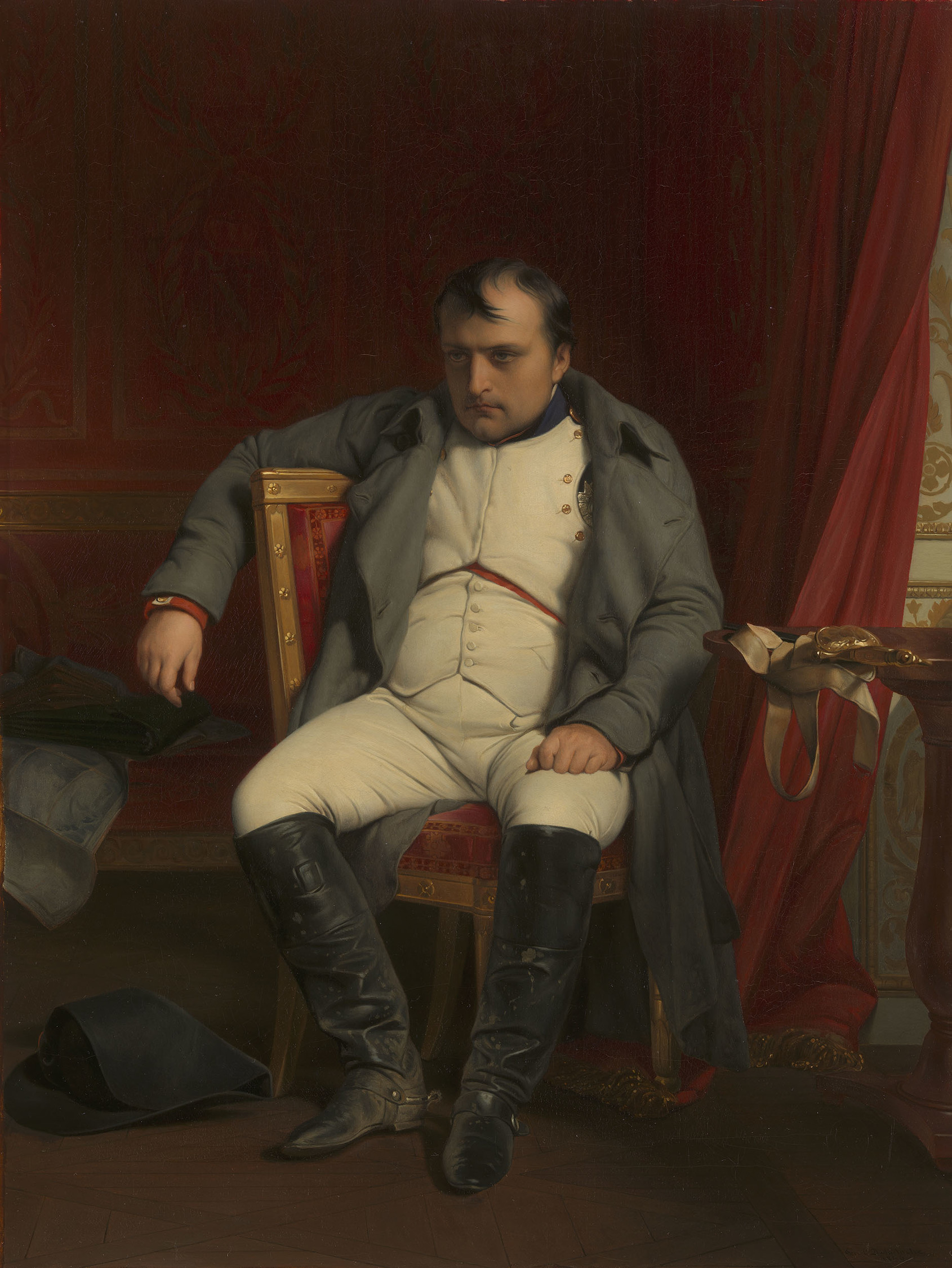
Napoleón abdicando en Fontainebleau

## Contexto
Luego de la derrota de los ejércitos franceses y la captura de París, Austria, Rusia y Prusia se reunirían en Fontainebleau para decidir el futuro de Napoleón. Allí se firmaría el Tratado de Fontainebleau, donde Napoleón Bonaparte se veía obligado a renunciar y posteriormente a exiliarse a la isla de Elba. Napoleón ratificó el tratado el 13 de abril de 1814 y el 20 de abril se fue de Fontainebleau y se embarcó en una fragata inglesa dirección a la isla de Elba. Napoleón abandonaría la isla el 26 de febrero del año siguiente.

## Composición
Paul Delaroche quiso reflejar el momento exacto en el cual Napoleón Bonaparte es obligado a renunciar a todo lo que consiguió, a su imperio. La pintura nos muestra un Napoleón derrotado. Napoleón, está despeinado, enfadado y con la mirada perdida, trata de asimilar la ocupación de París y su más que posible exilio a la Isla del Elba. 
La obra se centra exclusivamente en Napoleón, pero también podemos ver el sofá donde está sentado Napoleón, el sombrero de Napoleón tirado en el suelo y las cortinas rojas del Palacio de Fontainebleau.